# 引用型
引用型是C#等面向对象的高级语言里的一种类型。与值类型不同的是，引用型本身并不能保存数据，只同指针一样指向其他的变量、常量。这可以使得编程更加符合人的思维，因為这从逻辑上看好像是一种对数据的封装。